# Jonathan Tehau
Jonathan Tehau (5 januari 1988) is een Tahitiaans voetballer. Hij speelt als middenvelder voor de Tahitiaanse club AS Tamarii Faa'a en voor het nationale elftal van Tahiti.

## Biografie
Tehau werd op 5 januari 1988 geboren in Frans-Polynesië en is de broer van de tweeling Lorenzo Tehau en Alvin Tehau. Ook is hij de neef van Teaonui Tehau. Alle vier de Tehau's komen uit voor het nationale elftal van Tahiti.

### Clubcarrière
Van 2010 tot en met 1 juli 2012 kwam Jonathan Tehau uit voor de Tahitiaanse club AS Tamarii Faa'a. Vervolgens werd speelde hij tot januari 2013 voor AS Tefana om daarna weer terug te keren bij AS Tamarii Faa'a. Met AS Tefana werd Tehau wel tweede in de reguliere competitie. In april en mei van 2013 speelde Tehau voor AS Dragon waarmee hij uitkwam in de OFC Champions League 2013. Hij speelde hierin zes wedstrijden en kwam niet tot scoren in deze wedstrijden. Daarna verhuisde Tehau weer terug naar AS Tamarii Faa'a.

### Interlandcarrière
De interlandcarrière van Jonathan Tehau begon in april 2011 toen hij meespeelde in twee vriendschappelijke wedstrijden tegen Nieuw-Caledonië. Hij speelde in beide wedstrijden negentig minuten maar kwam niet tot scoren. Een jaar later kwam Tehau onder andere in actie tijdens zes vriendschappelijke wedstrijden en tijdens de OFC Nations Cup. Tahiti wist hierin Nieuw-Caledonië te verslaan in de finale en plaatste zich zo voor de Confederations Cup 2013 en voor de Derde ronde van de OFC kwalificatie voor het Wereldkampioenschap voetbal 2014.
Bij de Confederations Cup 2013 was Jonathan Tehau de eerste speler van Tahiti ooit die op een groot internationaal toernooi gescoord heeft. Hij maakte op 17 juni 2013 in de 54e minuut de 1-3 tegen Nigeria op de Confederations Cup 2013 in Brazilië. Hij kopte de bal, uit een hoekschop langs Vincent Enyeama, de doelman van Nigeria.

## Statistieken

### Clubs
| Seizoen   | Club             | Wedstrijden | Doelpunten |
| --------- | ---------------- | ----------- | ---------- |
| 2010/2011 | AS Tamarii Faa'a |             |            |
| 2011/2012 | AS Tamarii Faa'a |             |            |
| 2012      | AS Tefana        |             |            |
| 2013      | AS Tamarii Faa'a |             |            |
| 2013      | AS Dragon        | 6           | 0          |
| 2013      | AS Tamarii Faa'a |             |            |
| Totaal:   |                  |             |            |

### Interland
| Soort              | Wedstrijden | Doelpunten |
| ------------------ | ----------- | ---------- |
| Vriendschappelijk  | 8           | 0          |
| OFC Nations Cup    | 5           | 4          |
| WK Kwalificatie    | 5           | 0          |
| Confederations Cup | 2           | 1          |
| Totaal:            | 20          | 5          |